# Guerra Anglo-Persa
A Guerra Anglo-Persa durou entre 1 de novembro de 1856 e 4 de abril de 1857, e foi travada entre o Reino Unido da Grã-Bretanha e Irlanda e a Pérsia (que na época era governada pela dinastia Cajar). Na guerra, os britânicos se opuseram a uma tentativa por parte da Pérsia de readquirir a cidade de Herat. Apesar de Herat ter sido parte da Pérsia sob a dinastia Cajar, no momento em que a guerra começou era nominalmente parte do oeste do Afeganistão. A campanha foi realizada com sucesso sob a liderança do Major-General Sir James Outram em dois teatros - na costa sul da Pérsia próximo a Buxer e no sul da Mesopotâmia (antigo nome para a região atualmente formada pelo Iraque). A guerra resultou na retirada persa de Herat e a assinatura de um novo tratado em que eles abdicavam das suas reivindicações sobre a cidade.